# Lauri Valonen
Lauri Valonen, född den 28 november 1909 i Helsingfors - död den 2 oktober 1982 i Lahtis, var en finländsk backhoppare och utövare av nordisk kombination som tävlade under 1930-talet. Han representerade Lahden Hiihtoseura.

## Karriär
Valonen deltog i tre mästerskap. Det första var vid VM 1934 i Sollefteå där han blev nummer fyra i en jämn backhoppstävling. Valonen var 5,7 efter segraren Kristian Johansson från Norge och 0,3 poäng från bronset, som vanns av Sven Eriksson (senare Sven Selånger) från Sverige. I tävlingen i nordisk kombination blev Valonen nummer 5.
Bättre gick det vid VM 1935 i Vysoké Tatry där han slutade på andra plats i nordisk kombination, efter Oddbjørn Hagen från Norge och före Willy Bogner från Tyskland.
Lauri Valonen deltog också i nordisk kombination OS 1936 i Garmisch-Partenkirchen där han slutade på fjärde plats. Valonen deltog även i backhoppning under OS 1936. I backhoppningen han blev nummer 6. Birger Ruud från Norge vann tävlingen före Sven Eriksson (Selånger).

## Övrigt
Lauri Valonen är bror till skidåkaren Oiva Valonen som bland annat blev nummer 3 i nordisk kombination under Lahtisspelen 1939.